# 児島ちはる
児島 ちはる（こじま ちはる、3月26日 - ）は、日本の女性声優。兵庫県出身。ケンユウオフィス（預かり）所属。

## 来歴
1982年に芸能界入り。1984年からひとみ 光名義で活動。1991年に現在の芸名に変更。
以前はオフィスチーム・ウィットに所属していた。

## 人物
趣味はゴルフ、旅。

## 出演作品

### テレビアニメ
- あたしンち（美容師、漫才師）
- NARUTO -ナルト- 疾風伝（チョウジの母）
- ヨシモトムチッ子物語（コガネムシクルヨ）

### 劇場版アニメ
- クレヨンしんちゃん 嵐を呼ぶ モーレツ!オトナ帝国の逆襲（2001年、魚屋）

### 吹き替え
- I-Land 戦慄の島
- WITHOUT A TRACE/FBI 失踪者を追え! #122
- 朱蒙（ヨン・チェリョン）
- サンダーストーン 未来を救え（ジェット）
- チャームド 〜魔女3姉妹〜（ゾーイ、エリース）
- ドクター・フー

### ナレーション
- 今日も旅びより
- 恋のデザートマップ
- 突撃ラーメン紀行

### 舞台
- おもしろ子供ランド
- よんで聞かせて昔のおはなし

### その他コンテンツ
- 大阪日日新聞水都祭花火大会MC

### 音楽CD
- 泣いたの、だあれ?（2004年6月23日、日本クラウン）[3]